# Les Évadés (film, 1955)
Cet article concerne le film de Jean-Paul Le Chanois. Pour le film de Frank Darabont, voir Les Évadés.
Pour les articles homonymes, voir Les Évadés.
Pour plus de détails, voir Fiche technique et Distribution.
Les Évadés est un film français réalisé par Jean-Paul Le Chanois et sorti en 1955.

## Synopsis
Durant la Seconde Guerre mondiale, en 1943, deux prisonniers français, François et Michel, s'évadent du stalag B377 situé dans le nord de l'Allemagne près de la mer Baltique. Ils rencontrent un autre compatriote évadé, Pierre, qui a revêtu l'uniforme d'un officier allemand et se joint à eux. Leur objectif : gagner la Suède, territoire neutre. Pour y parvenir, ils devront faire une partie du chemin à pied puis emprunter un train à destination de la côte et, de là, trouver un moyen pour traverser la mer jusqu'aux rivages de Suède.

## Fiche technique
- Titre original : Les Évadés
- Réalisation : Jean-Paul Le Chanois
- Assistants réalisation : Pierre Granier-Deferre, Annelise Hasle
- Adaptation : Jean-Paul Le Chanois et Michel André d'après ses mémoires Un certain soir... (Éditions Calmann-Lévy, Paris, 1955)
- Dialogues : Jean-Paul Le Chanois, Michel André
- Décors : Robert Clavel
- Maquillages : Louis Bonnemaison
- Photographie : Marc Fossard
- Cadrage : Jacques Klein, Paul Rodier
- Effets spéciaux : Nicolas Wilcke
- Son : René Sarazin
- Montage : Emma Le Chanois
- Assistante montage : Jacqueline Aubery
- Musique : Joseph Kosma
- Scripte : Brigitte Dubois
- Régie générale : André Rameau
- Régie extérieure : Gabriel Béchir
- Producteurs : Roland Laudenbach, Ignace Morgenstern
- Directeur de production : Georges Charlot
- Sociétés de production : Cocinor (Comptoir cinématographique du Nord, France), Les Films Saint-James (France)
- Sociétés de distribution : Cocinor (France), Les Acacias (France), Tamasa Distribution (France), TF1 International (étranger)
- Pays de production :  France
- Langues originales : allemand, français
- Format : 35 mm — noir et blanc — 1.37:1 — son monophonique (Western Electric)
- Laboratoire de développement : Lianofilm
- Genre : Film dramatique , film de guerre, road movie
- Durée : 117 minutes[1]
- Dates de sortie :   
  - France : 17 juin 1955[2]
  - Belgique : Août 1955 (Knokke)
  - Belgique : 23 septembre 1955 (Bruxelles)
- (fr) Classification CNC : tous publics (visa d'exploitation no 15957 délivré le 29 avril 1955)
- Affiche : René Péron (France)

## Distribution
- Pierre Fresnay : le lieutenant Pierre Kellermann
- François Périer : François
- Michel André : Michel
- Silvia Monfort : Wanda
- Georgette Anys : la travailleuse libre
- François Darbon : le lieutenant
- J. B. Furst : le convoyeur
- Les prisonniers français : 
  - Jacques Marin
  - Luc Andrieux
  - Jean Berton
  - Antonetti
  - Robert Rollis
  - Alain Bouvette
  - Albert Michel
  - Pierre Ferval
  - Jean Péméja
  - Max Tréjean
  - Bernard Musson
  - Jean Clarieux
- Les gardiens :
  - Rudy Lenoir
  - Nieman
  - Jean Landier
  - Jean Besnard
- Les soldats allemands :
  - Karl Heinz Neumann
  - Claude Vernier

## Distinction

### Récompense
Grand prix du cinéma français 1955.

## Production

### Scénario
D'après l'histoire vraie du comédien Michel André — Ce film s'est fait grâce à un coup de téléphone de Pierre Fresnay : « Cher Le Chanois, je crois que voilà quelque chose dont vous pouvez tirer un film ». Le Chanois et Michel André, à partir du journal de guerre tenu par ce dernier, ont adapté et coécrit ce road movie se déroulant à pied, en train et en bateau.

### Casting
Le Chanois voulait absolument Silvia Monfort pour le personnage de Wanda alors qu'elle venait d'avoir un accident. Elle a donc tourné avec un bras dans le plâtre.

### Musique
C'est Albert Raisner qui joue de l'harmonica.

### Tournage
Intérieurs : Studios de Boulogne (Boulogne-Billancourt, Hauts-de-Seine).

## Éditions vidéo
Les Évadés sort en digibook DVD/Blu-ray chez Coin de Mire Cinéma et L'Atelier d'Images le 4 septembre 2020, avec en supplément des bandes-annonces et des affiches d'époque, la fin alternative du film, et un livret de 24 pages.